# Hernando Arias de Saavedra
Hernando Arias de Saavedra, conhecido como Hernandarias (Assunção, 10 de setembro de 1561 — Santa Fé, 21 de dezembro de 1634), foi um militar e político crioulo, primeiro nascido na América que ocupou o posto de governador de uma região colonial. Seu cognome, Hernandarias é uma aglutinação de seu prenome com seu primeiro sobrenome.

## Biografia
Nasceu em Assunção, filho de María de Sanabria e de Martín Suárez de Toledo, oficial de Álvar Núñez Cabeza de Vaca, e neto de Mencia Calderón.
Em 1582, casou-se com Jerónima de Contreras, filha de Juan de Garay.
Foi governador do Rio da Prata e do Paraguai durante três períodos: 1597 a 1599; 1602 a 1609, e 1615 a 1618.
Empreendeu uma carreira militar com pouca idade e participou de inúmeras expedições de exploração e conquista nos atuais territórios de Paraguai e Argentina, entre elas a fundação de Concepción de Nuestra Señora. Seus feitos como oficial e administrador o levou à nomeação como governador de Assunção em 1592; ocupou o cargo de responsabilidade durante três períodos. Ao mesmo tempo, seu meio-irmão Fernando Trejo y Sanabria foi nomeado bispo de Assunção.

## Governador de Buenos Aires
Em 1602 foi nomeado governador de Buenos Aires, posto que ocuparia até 1609. Tomou diversas medidas para estimular o crescimento da então pequena vila portuária, incluindo a criação das primeiras escolas, instalação de Olarias para a confecção de Tijolos e Telhas, e a reconstrução do Forte que protegia a cidade da invasão de Piratas. Ordenou ainda a construção de uma Torre defensiva para o Porto, localizado no Rio Matanza-Riachuelo na atual Vuelta de Rocha, após inúmeros saques e roubos dos corsários Ingleses em 18 de Março de 1607. Tomou também medidas contra o contrabando, causando a proibição do comércio de frutas do país e de escravos negros.
Durante seu período como governador de Buenos Aires, Hernandarias empreendeu várias viagens de exploração, incluindo expedições ao Uruguai e Brasil para conter o avanço dos bandeirantes portugueses e explorar a navegabilidade do rio da Prata, e expedições para a Patagônia em busca da mística Cidade dos Césares.
Em 1603, Hernandarias modificou a Legislação no que diz respeito ao trabralho dos Aborígenes, eliminando as chamadas mitas e encomiendas, meios que os espanhóis usavam para se aproveitar do trabalho dos nativos em troca da sua evangelização. O rei Filipe III aprovou a reforma, e propôs a criação das Missões Jesuitas e Franciscanas na região atual do Paraguai.
Nomeado Governador novamente em 1615, por iniciativa própria, dividiu o governo do Rio da Prata em dois: Paraguai (que incluía as vilas de Assunção, Santiago de Xerez, Villa Rica e Ciudad Real) e Buenos Aires. Quase todos os governadores seguintes estavam comprometidos com o contrabando, o que levou a reivindicação de Hernandarias.
Hernandarias faleceu em 1634, aos 70 anos de idade, deixando três filhas: Gerónima, Isabel e Maria.

## Criação de gado bovino
Assim que percorreu o atual território do Uruguai durante seis meses, dirigiu-se a Buenos Aires para relatar ao Rei da Espanha suas observações, descrevendo as terras do rio Uruguai como sendo ótimas e recomendou a criação de gado que, a seu ver, renderia em poucos anos.
Anos depois, Hernandarias viajou novamente ao lugar que mais tarde seria Banda oriental, transportando uma importante quantia de gado que iniciaria a pecuária na região.